# Alexander Wiedenhoff
Alexander Wiedenhoff (* 4. Juni 1901 in Borbeck (jetzt Essen); † 24. November 1989 in Mülheim an der Ruhr) war von 1943 bis 1966 Direktor der Friedrich Wilhelms-Hütte in Mülheim an der Ruhr.

## Leben und Wirken
Nach einer Banklehre und einem Universitätsabschluss als Diplom-Kaufmann begann er 1923 seine berufliche Laufbahn bei der Deutsch-Luxemburgischen Bergwerks- und Hütten AG. Im Werk Friedrich Wilhelms-Hütte in Mülheim an der Ruhr stieg er bald in führende Positionen auf, wurde enger Mitarbeiter des Werksdirektors Adolf Wirtz und 1943 selbst kaufmännischer Direktor. 1949 berief man ihn in den Vorstand der Eisenwerke Mülheim/Meiderich AG. Nach der Zusammenfassung der früheren Gießereigruppe der Vereinigten Stahlwerke zur Rheinisch-Westfälischen Eisen- und Stahlwerke AG übernahm er dort den Vorstandsvorsitz. 1966 trat er nach über 40 Jahren Tätigkeit in der deutschen Eisen- und Stahlindustrie in den Ruhestand.
Neben seinem Beruf engagierte sich Wiedenhoff in verschiedenen Verbänden und Kuratorien. Er saß im Vorstand der Wirtschaftsvereinigung Eisen- und Stahlindustrie und war Präsidiumsmitglied beim  Bundesverband der Deutschen Industrie (BDI). Im Rahmen seines sozialen Engagements wirkte er über 25 Jahre lang im Kuratorium der Stiftung Evangelisches Kranken- und Versorgungshaus Mülheim an der Ruhr, zuletzt als stellvertretender Vorsitzender.

## Ehrungen
Aufgrund seiner Verdienste um das deutsche Gießereiwesen ernannte ihn 1958 die Technische Universität Berlin zum Ehrensenator. 1966 erhielt er aus der Hand von Bundespräsident Heinrich Lübke das Große Verdienstkreuz am Bande. In Mülheim an der Ruhr wurde 1992 eine Straße nach ihm benannt.